# Paul Berval
Pour les articles homonymes, voir Berval.
Paul Berval, de son vrai nom Pierre-Paul Bédard, est un acteur, chanteur et humoriste québécois, né à Longueuil le 20 janvier 1924 et mort dans la même ville le 25 février 2004. Il était le demi-frère du comédien Rolland Bédard.

## Biographie
Paul Berval a connu une longue et fructueuse carrière d'acteur et d'humoriste.
Après des cours au Conservatoire Lassalle à Montréal, Paul Berval entame sa carrière théâtrale dans la troupe d'Henry Deyglun. Il joue d'abord des rôles dramatiques dans les radio-romans en vogue au lendemain de la Seconde Guerre mondiale. Par la suite, il sera de la distribution de deux des premiers films canadien-français, Le Gros Bill en 1949 et Les Lumières de ma ville en 1950.
À partir de la fin des années 1940, on le voit et l'entend partout au Québec : dans des feuilletons radiophoniques (Rue Principale, Yvon L'Intrépide, Vie de famille), aux Variétés lyriques  où il chanta quatre saisons d'affilée (dont « La veuve joyeuse », « Balalaika » et « Colorado »), sur la scène des cabarets montréalais à la mode, à la télévision et même au théâtre dans les productions de Gratien Gélinas, dans Tit-Coq et dans Bousille et les Justes.
À la télévision, de 1953 à 1959, il fera partie de la distribution de La Famille Plouffe. En 1981, il reprendra le rôle d'Onésime (que tenait, à l'époque, son demi-frère, Rolland Bédard) dans la version cinématographique (Les Plouffe) de l'œuvre de Roger Lemelin. Une interprétation très remarquée.
Mais c'est dans le domaine de l'humour qu'il fera sa marque. D'abord en tournée à la fin 1940-début des années 1950, il partira souvent avec la troupe de Jean Grimaldi. Ce dernier lui présentera d'ailleurs Olivier Guimond, avec qui il se retrouvera devant les caméras de la télévision, de 1965 à 1970, pour les fins de la célèbre émission Cré Basile.
Après un passage remarqué au Cabaret Saint-Germain-des-Prés codirigé par Jacques Normand et Gilles Pellerin, il prend les commandes de son propre cabaret à Montréal.

### Le Beu qui rit
De 1954 à 1960, il dirige son cabaret Le Beu qui rit situé sur la rue Sherbrooke à Montréal.
Paul Berval y développe une formule originale en créant une revue humoristique sur l'actualité qui intégrait aussi des chansons et des parodies. Trois revues par an étaient présentées au Beu qui rit.
Il se constitue une troupe dont les principaux comédiens sont Denis Drouin, Jean-Claude Deret, Jacques Lorain, Paul Berval ainsi que le pianiste et comédien Roger Joubert. Dominique Michel et Denise Filiatrault s'y retrouvent aussi régulièrement.
Le succès est immense et marque le monde des cabarets montréalais de cette décennie. D'ailleurs, plusieurs réalisateurs des émissions de variétés de la télévision québécoise naissante vont au Beu qui rit pour y dénicher des talents pour leurs émissions, très populaire à l'époque). L'ensemble de la troupe du Beu est par exemple invité ponctuellement à l'émission Music-Hall de Radio-Canada, présentée par Michelle Tisseyre.
Un succès populaire mais aussi de critiques ce qui était plus rare. Dans le journal montréalais Le Devoir, le critique Gilles Marcotte écrit sur les spectacles au Le Beu qui rit: "Un spectacle d'une qualité exceptionnelle. Vrai. Un des meilleurs spectacles du genre jamais présentés à Montréal. Une impression générale d'hilarante satisfaction".

### Du théâtre, du chant, de la variété et de la télévision
Paul Berval a joué, en anglais, « Tit-Coq » à Toronto et Vancouver. Il s'est également retrouvé sur une scène New-Yorkaise dans « Bousille et les Justes » de Gratien Gélinas.
Il est un habitué du Théâtre des Variétés de son ami Gilles Latulippe. Sa première apparition sur les planches du théâtre de la rue Papineau (à Montréal) remonte à 1968. Il y a joué régulièrement aux côtés des plus grands comiques burlesques du Québec: Olivier Guimond, Gilles Pellerin, Manda Parent, Paul Desmarteaux, etc.
Paul Berval a participé à la production de plusieurs opérettes. On l'a vu et entendu dans « La Fille du régiment », présenté en 1972 par l'Opéra de Québec et dans « Chanson Gitanes », en 1973, sur la scène de la Place des Arts.
Il était reconnu notamment en raison du travail de doublage qu'il a fait dans la série animée Les Pierrafeu, où il interprétait la voix québécoise de Fred Caillou — Fred Flintstone dans la version originale anglaise — et dans l'émission pour enfants Passe-Partout où il a donné une voix au zèbre Alakazoo.
Il a obtenu plusieurs rôles de soutien à la télévision dans différentes comédies de situation burlesque, d'abord dans Cré Basile puis Chez Denise et Le 101, ouest, avenue des Pins où, dans les deux cas, il jouait le rôle d'un italien corpulent à l'accent caricatural. Il a eu aussi quelques rôles dans des téléromans dramatiques, comme Les Berger.
En 2004, il a remporté un prix Olivier en hommage à une carrière artistique de plus d'un demi-siècle. Il est décédé le 25 février 2004, quelques jours avant de recevoir le trophée.
Sur le plan politique, il avait été identifié comme adhérent au Comité des Québécois pour le NON ldu référendum de 1980 sur une proposition de souveraineté-association entre le Québec et le reste du Canada lors de son dévoilement mais fit une apparition publique le lendemain pour s'en dissocier.

## Filmographie

### Acteur au cinéma
- 1949 : Le Gros Bill : Arthur
- 1950 : Les Lumières de ma ville : Marcel Genest
- 1957 : The Suspects
- 1959 : Il était une guerre
- 1966 : Once Upon a Prime Time
- 1969 : Jusqu'au cœur
- 1970 : Deux Femmes en or : Monsieur Tapis
- 1971 : Le Martien de Noël : Le garagiste / Oncle Henri
- 1971 : Les Chats bottés : Le Commandeur
- 1971 : Fleur bleue : Le prêtre
- 1972 : Les Colombes : Philippe
- 1973 : Y a toujours moyen de moyenner !
- 1974 : C'est jeune et ça sait tout : Le boucher
- 1975 : The Winner
- 1980 : Les Chiens chauds : Benito Imbroglio
- 1981 : Les Plouffe : Onésime Ménard
- 1985 : Le Matou : Monsieur St-Onge
- 1994 : Windigo : Odilas « Dilas » Paquette

### Acteur à la télévision
- 1954 - 1955 : Les Quat' fers en l'air (série télévisée) : Tonio
- 1954 - 1960 : Toi et moi (série télévisée) : ténor italien
- 1956 : Nérée Tousignant (série télévisée) : Émilien
- 1960 - 1966 : Les Pierrafeu (The Flintstones) : voix de Fred Caillou (doublage Québec)
- 1961 : Kanawio (série TV) : Nitoken
- 1962 : Absolvo te (série TV) : Mulot Lafleur
- 1964 : Monsieur Lecoq (série TV) : marchand
- 1964 : Les Insolences d'une caméra : (animateur)
- 1965 : Cré Basile (série TV) : Antonio
- 1966 : Moi et l'autre (série TV) : M. Gravel, sergent, Renaldo et Antonio Feloni
- 1966 : Minute, papillon ! (série TV) : Conrad
- 1967 : Lecoq et fils (série TV)
- 1969 - 1971 : Le Pirate Maboule (série TV jeunesse) : Timothée Yé Yé
- 1970 : Les Berger (série TV) : Hector Malo
- 1970 : À la branche d'Olivier (série TV) : Noël Tremblay
- 1974 : Qui perd gagne (TV) : Neveu
- 1974 : Excuse my French (série TV) : Gaston Sauve
- 1977 : Passe-Partout (série TV) : Alakazoo (voix)
- 1979 : Chez Denise (série TV) : Frederico Morelli
- 1981 : Les Plouffe (téléfilm) : Onésime Ménard
- 1983 : Poivre et Sel (série TV) : Joseph
- 1984 : Le 101, ouest, avenue des Pins (série TV) : Federico Morelli
- 1985 : Maria Chapdelaine (série TV) : Ephrem Surprenant
- 1987 : Bonjour docteur (série TV) : Hector Lemieux
- 1989 : Le Grand Remous (série TV) : Octave Bellemare
- 1989 : Les Tisserands du pouvoir (téléfilm) : Clemm Tardiff
- 1989 : Le Dépanneur olympique (série TV) : Donat Généreux
- 1990 : Denise... aujourd'hui (série TV) : Federico Morelli
- 1990 - 1992 : Zizanie (jeu télévisé) : paneliste
- 1996 : Virginie : Stéphane Pouliot

## Anecdotes
Après le décès de son demi-frère Rolland Bédard, il remplaça celui-ci dans les publicités de Maytag comme célèbre réparateur pendant 3 ans (1989-1992).

## Liens
- Ressources relatives à l'audiovisuel :   - AllMovie
  - Allociné
  - IMDb
- Ressources relatives à la musique :   - Discogs
  - MusicBrainz
- Notices d'autorité :   - VIAF
  - ISNI
  - GND
  - Canada
- Site télé sur Qui Joue Qui ?
- Fiche de doublage sur doublage.qc.ca
- Pierre Day, Paul Berval, Vivre pour le rire, Éditions Trait d'union, 2004